# Magnolia gloriensis
Magnolia gloriensis là một loài thực vật có hoa trong họ Magnoliaceae. Loài này được (Pittier) Govaerts mô tả khoa học đầu tiên năm 1996.